# Myrioblephara meseres
Myrioblephara meseres là một loài bướm đêm trong họ Geometridae.